# Пронягин, Павел Васильевич
Павел Васильевич Пронягин (1916—1997) — советский офицер и партизан, начальник штаба брестского партизанского соединения, командир отряда имени Щорса, действовавшего в оккупированной Белоруссии.

## Биография

### Ранние годы
Родился в крестьянской семье в селе Антоновка Казанской губернии Российской империи (ныне — Антоновка Камско-Устьинского района Республики Татарстан). У Павла у семье было два брата — Сергей и Андрей и три сестры.
Учился в Казани, на математическом факультете Казанского университета. Начал работать учителем Камско-Устинской средней школы. В 1939 году студентом был призван в Красную Армию. Проходил службу в 107-м стрелковом полку 55-й стрелковой дивизии. В 1940 году направлен в Казанское пехотное училище им. Верховного Совета Татарской АССР. По окончании курсов присвоено звание младший лейтенант. Направлен для прохождения дальнейшей службы в 26-й мотострелковый полк 26-й танковой дивизии.

### Во время войны
26 июня 1941 года лейтенант Пронягин во главе взвода разведки принял свой первый бой, был ранен и вместе со своими людьми попал в окружение. Пробиться обратно к своим через линию быстро откатывавшегося на восток фронта они не смогли, поэтому ушли в леса и занялись партизанской деятельностью. После тяжёлой зимы 1941—1942 года, весной под командованием Пронягина оказался уже довольно крупный отряд, объединивший разрозненные группы партизан-окруженцев и местных жителей. В мае 1942 было принято решение организовать разрозненные группы партизан Бытенского района Барановичской области в единый отряд им. Щорса. В сентябре 1942 года отряд передислоцировался в Пинскую область. С ноября 1942 по апрель 1943 года входил в состав партизанского соединения Пинской области, затем возвращен в Брестскую область. Зонами действия партизанского отряда были Коссовский, Пружанский, Ружанский, Дрогичинский, Березовский, Дивинский районы Брестской области; Бытенский, Слонимский — Барановичской области; Ганцевичский, Ленинский — Пинской области; Стародорожский район Минской области. К апрелю 1943 года общая численность отряда составляла 700 человек. Отряд соединился с частями Красной Армии 30 марта 1944 года в составе 340 партизан.
В августе 1942 года партизаны напали на населённый пункт Коссово, захватили его вместе с комендатурой и какое-то время удерживали в своих руках. Из Коссовского гетто удалось вызволить более 200 евреев. Также отряд Пронягина помог группе евреев бежать из Слонимского гетто. Спасённые затем влились в партизанские отряды и воевали с оккупантами. Также в отряде Пронягина воевали многие евреи, бежавшие из Брестского гетто.
В апреле 1943 года из Белорусского штаба партизанского движения (БШПД) к Пронягину прибыл уполномоченный ЦК КП(б)Б по Брестской области секретарь Брестского обкома КП(б)Б С. И. Сикорский. На базе партизанского отряд имени Щорса было создано Брестское партизанское соединение. Павел Васильевич Пронягин был назначен начальником штаба соединения. В 1944 году Брестское партизанское соединение включало в себя 11 партизанских бригад и 12 отдельно действующих партизанских отрядов, общая численность составляла более 13 тысяч партизан. По мере освобождения территории Брестской области партизаны пополняли ряды наступающей Красной Армии.

### Послевоенные годы
После войны работал директором Верхнеуслонской школы Татарской АССР, школы в Великих Луках под Барановичами. В 1971 году вышел на пенсию и поселился в Бресте. Персональный пенсионер республиканского значения. Скончался в Бресте, похоронен на Гарнизонном кладбище.

## Личная жизнь
В партизанском отряде имел семью. Его ребёнок умер в лесу, девушка Дина после войны эмигрировала в США, в конце жизни они виделись и поддерживали переписку. После войны женился на девушке из отряда — Анастасии Петровне Новик, прожил с ней всю жизнь. У них родилось два ребёнка — Валентина и Виктор. Также у него было двое внучек — Татьяна и Анастасия. У Павла Васильевича было два брата, остался племянник (в 2011 году был ещё жив).

## Мемуары
- Пронягин П. В. У самой границы / Лит. запись А. М. Припотнева. — Минск: Беларусь, 1979. — 207 с.[ком 1].

## Награды и память
- Орден Красного Знамени (1944)[7]
- Медаль «Партизану Отечественной войны» I степени (1944)[8]
- Почётный гражданин города Бреста (1974)[9].
- Именем Павла Пронягина названы улица в Бресте[9] и Коссово.
- На фасаде дома по улице Кирова в Бресте, где проживал Павел Пронягин, установлена мемориальная доска[9].